# Cresco (Iowa)
Cresco település az Amerikai Egyesült Államok Iowa államában, Howard megyében, melynek megyeszékhelye is. Lakosainak száma 3888 fő (2020. április 1.).

## Népesség
A település népességének változása:

| 2010 | 3 868 |
| 2020 | 3 888 |